# حارة خزائن المطهر (صنعاء)
حارة خزائن المطهر هي إحدى حارات حي المجمع الليبي بمديرية الثورة إحد مديريات العاصمة اليمنية صنعاء، بلغ تعداد سكانها 4112 نسمة حسب تعداد اليمن لعام 2004.